# پیونیتسه
پیونیتسه (بوسنیایی: Pivnice) یک منطقهٔ مسکونی در بوسنی و هرزگوین است که در تسازین واقع شده است.